# Наполетано, Филиппо
Филиппо Наполетано, настоящее имя Филиппо Теодоро ди Лианьо, известный также как Филиппо д’Анджели (итал. Filippo Napoletano, Filippo Teodoro di Liagno, Filippo d’Angeli; 1589, Рим — ноябрь 1629, Рим) — итальянский живописец XVII века, периода барокко, работал в Неаполе, писал картины в пейзажном, батальном и бытовом жанрах в традициях неаполитанской школы. Известен также рисунками и офортами, натюрмортами с изображениями весьма необычных, экзотических предметов.

## Биография
Филиппо родился в Риме, но ещё в детстве переехал с семьей в Неаполь, где и начал свою карьеру живописца (1600—1613). Около 1614 года он снова уехал в Рим. Он вырос в культурной среде, сформированной фламандскими, немецкими и французскими художниками действовавшими между Римом и Неаполем. В частности, на него повлияли успешные фламандские художники-пейзажисты в Италии, такие как Пауль Бриль и Адам Эльсхаймер, а затем и Гоффредо Валс. В 1614 году он переехал в Рим, где присоединился к группе художников, покровительствуемых кардиналом Дель Монте. В Риме он написал картины и фрески в виллах и дворцах, например, несколько больших пейзажных композиций в Палаццо Бентивольо или морских картин в Палаццо Барберини.
В 1617 году великий герцог Тосканы Козимо II Медичи вызвал его во Флоренцию, где он тесно сотрудничал с гравёром Жаком Калло. Филиппо занимал должность придворного художника семьи Медичи и пользовался уважением за свои оригинальные работы с драматическими эффектами светотени в жанре «ночных сцен». Известно также, что «Филиппо Неаполитанец» делал сотни зарисовок тосканских пейзажей и городов. После возвращения в 1621 году в Рим он объединял в картинах и фресках виды Римской Кампаньи, сельские пейзажи с видами руин древнеримской архитектуры. Эклектичная продукция Наполетано напоминает некоторые произведения его современника Якопо Лигоцци.
С 1620-х годов Филиппо Наполетано воспроизводил в офортах часть своей коллекции скелетов животных, принадлежавшей Иоганну Фаберу, баварскому врачу-натуралисту, проживающему в Риме и члену научной Академии деи Линчеи. В 1622 году Наполетано опубликовал двенадцать гравюр в жанре «каприччи» и с изображениями военного обмундирования (которые он подписал как Теодор Филиппо ди Лианьо).
Джованни Бальоне в «Жизнеописаниях живописцев, скульпторов и архитекторов…» (1644) описывает его как обладателя коллекции «wunderkammer» (камеры чудес) и собирателя «bellissime bizzarrie» (красивейших причудливых предметов), включая экзотическое оружие; окаменелые растения; черепа тигра, льва и черепахи; восточный фарфор и «скульптурную посуду»; жилет из человеческой кожи; упряжь для перетаскивания китов по льду; трёхногую блоху, персидскую униформу и предметы старины, такие как римские монеты, бронзовые лампы и несколько статуэток. После смерти Наполетано в Риме в 1629 году в торгах этой коллекции участвовали такие коллекционеры, как кардинал Ипполито Альдобрандини (будущий папа Климент VIII) и Кассиано даль Поццо.

## Галерея

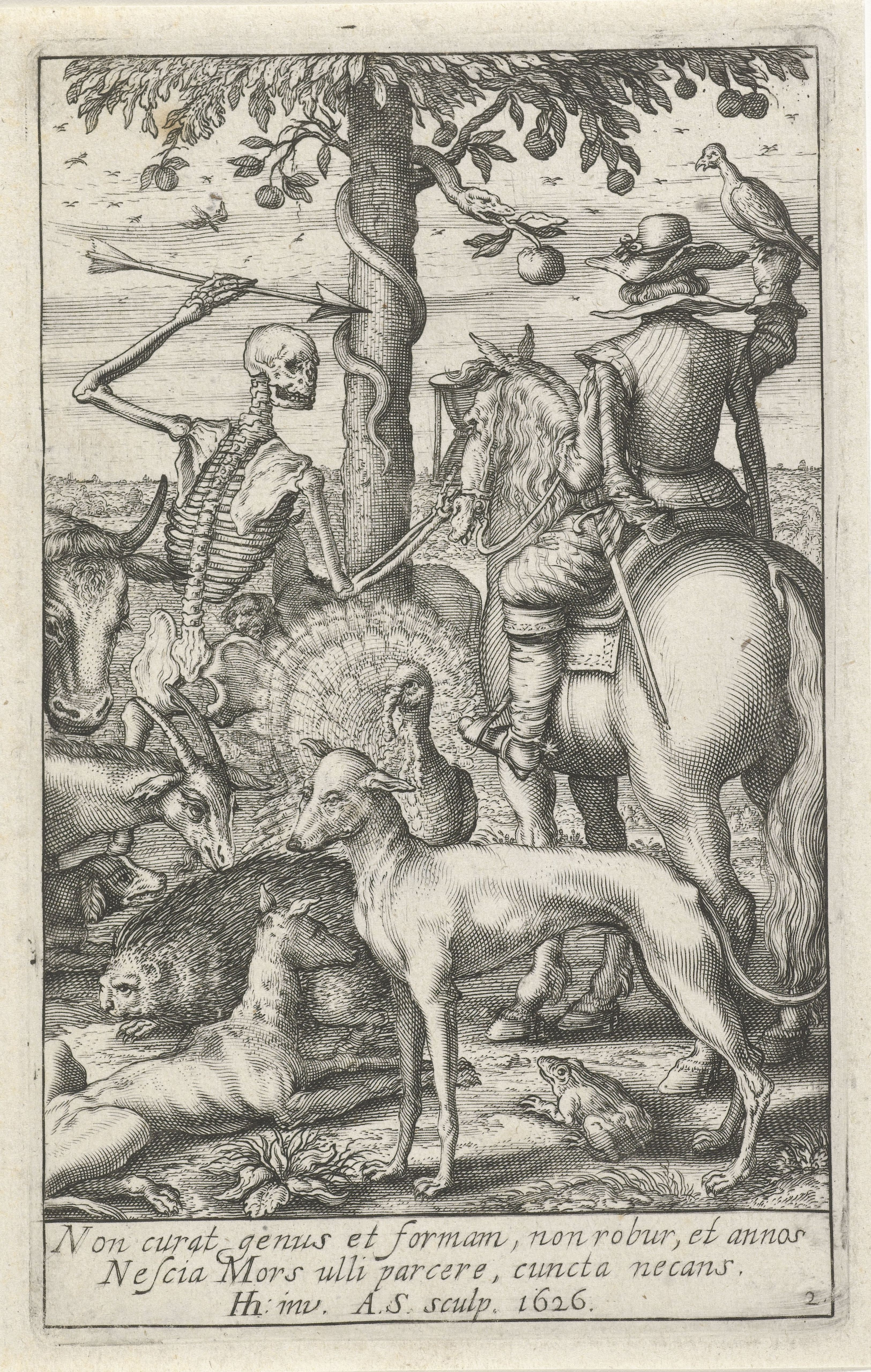
Скелет со стрелой и сокольничим среди животных. Офорт из серии «Скелеты животных». 1626
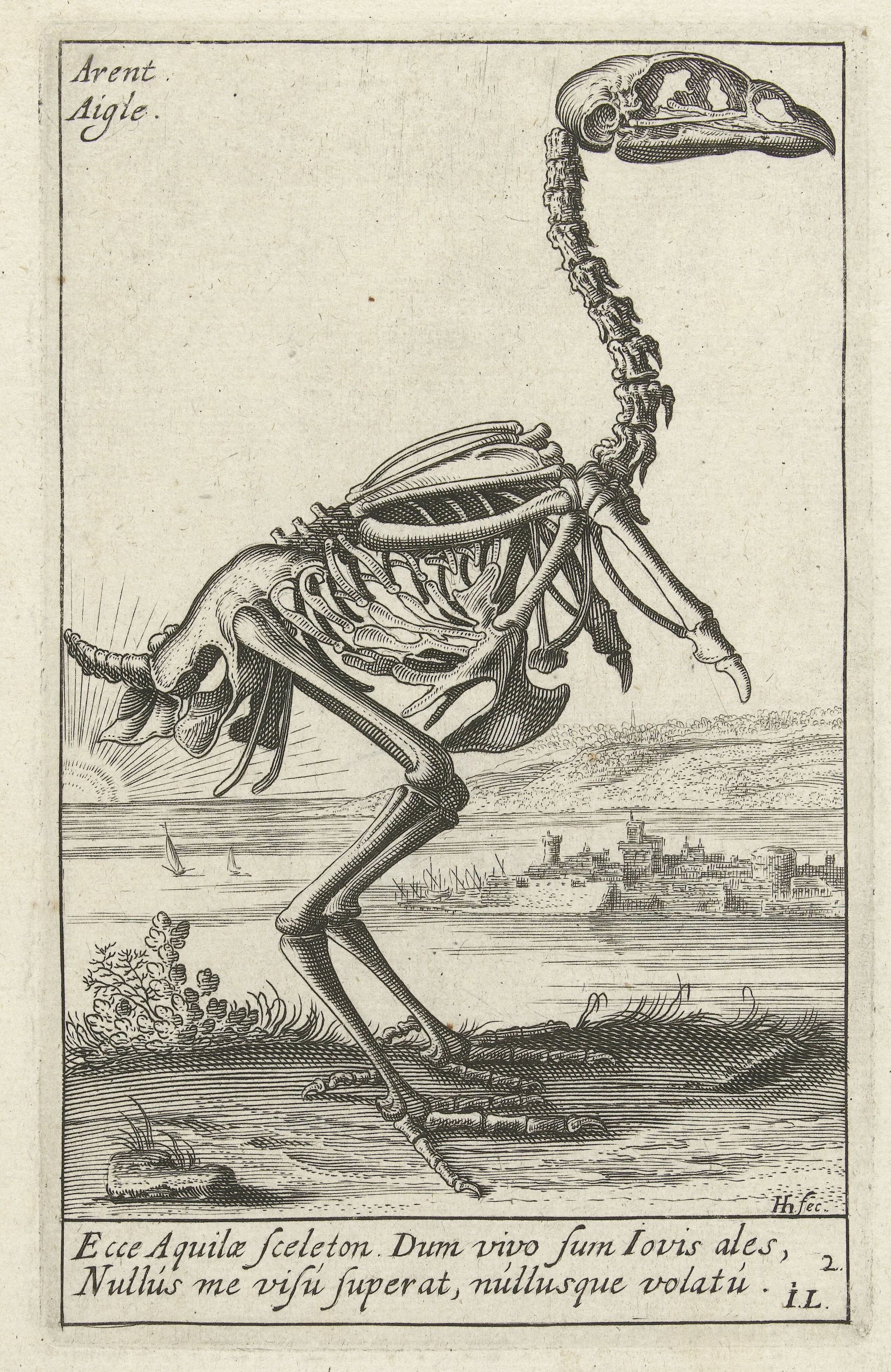
Скелет орла. Офорт из серии «Скелеты животных». 1626
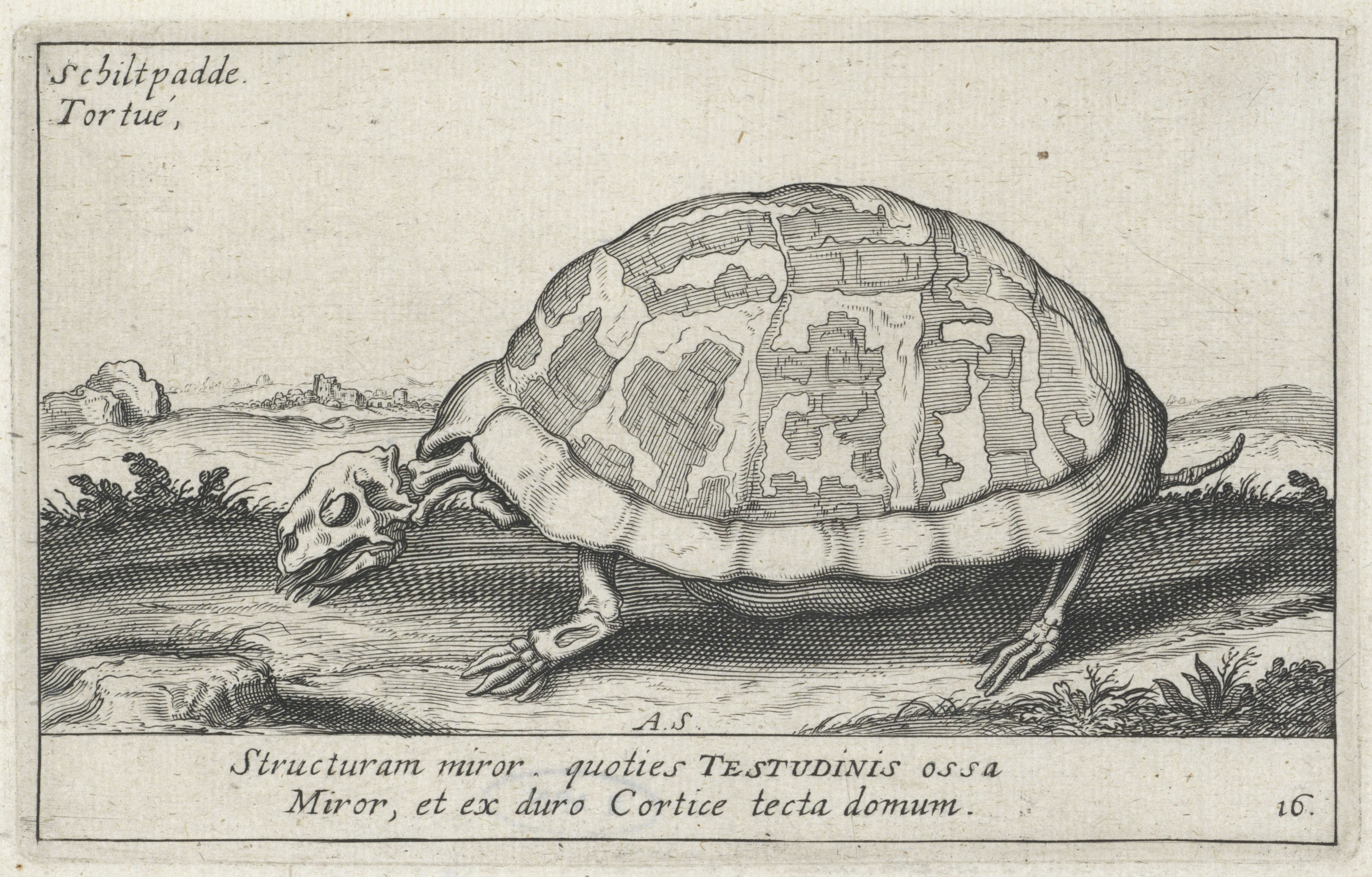
Скелет черепахи. Офорт из серии «Скелеты животных». 1626
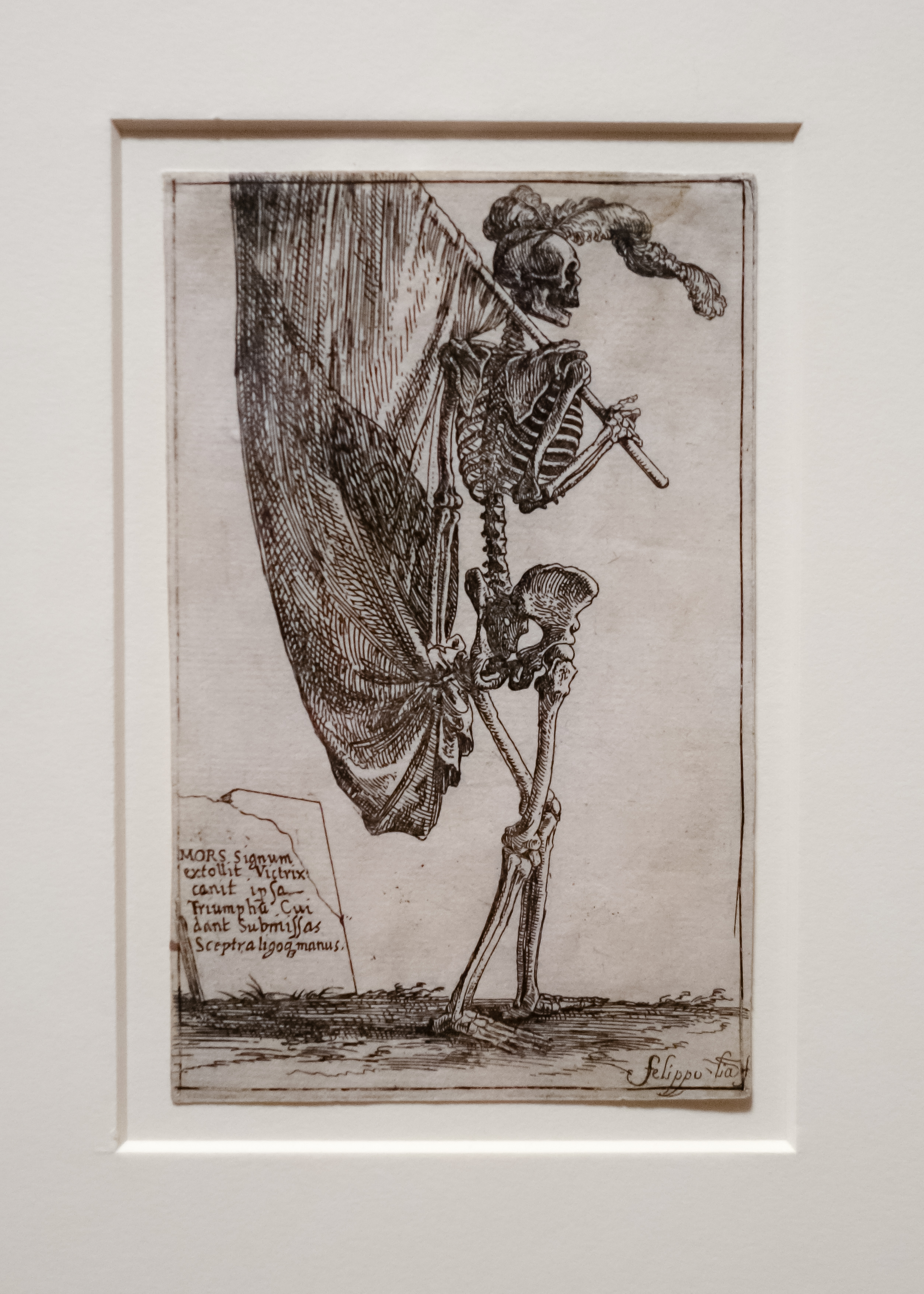
Фигура смерти, несущая знамя. Ок. 1620. Офорт
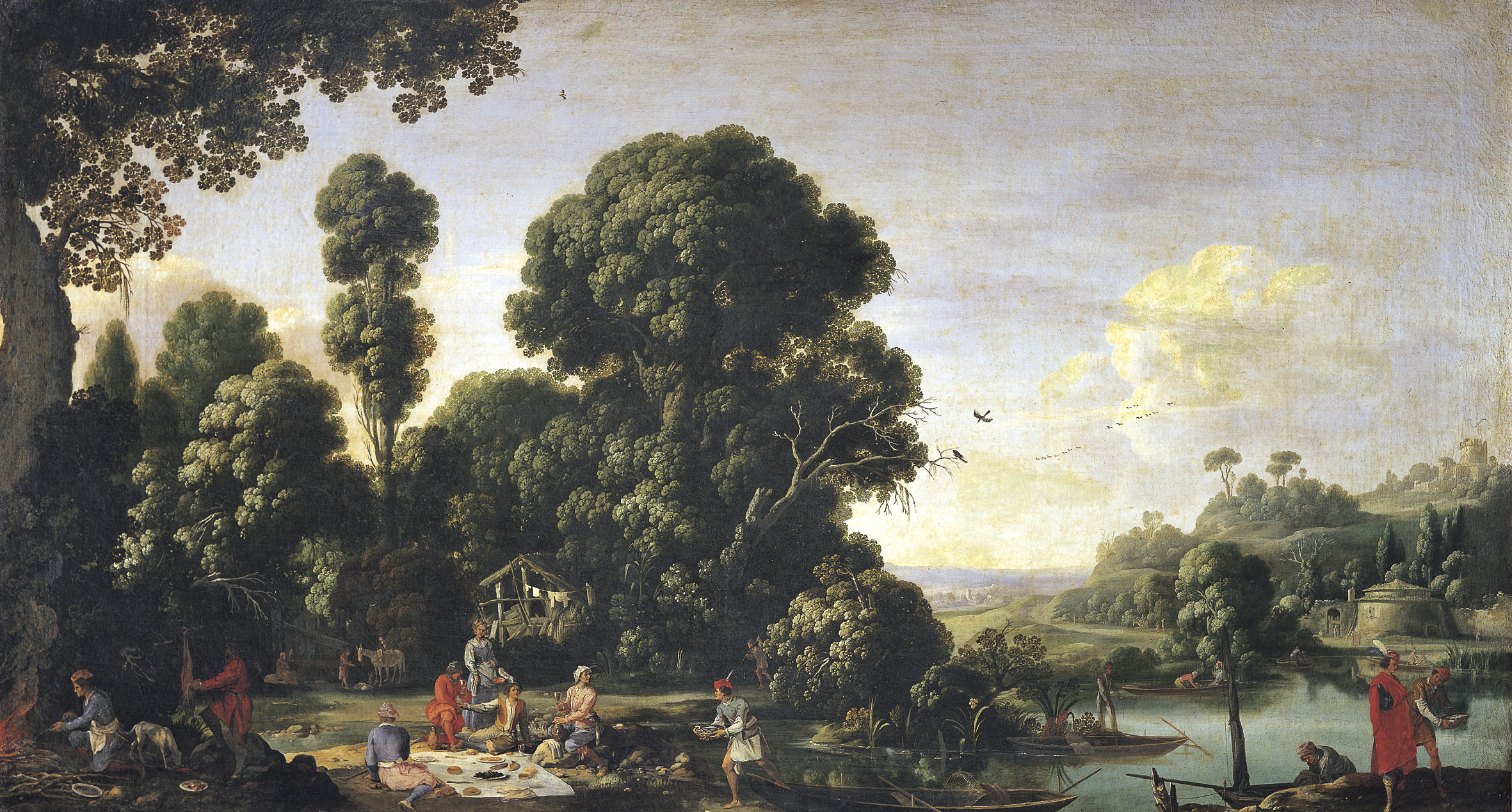
Пикник на траве. 1619. Холст, масло. Уффици, Флоренция
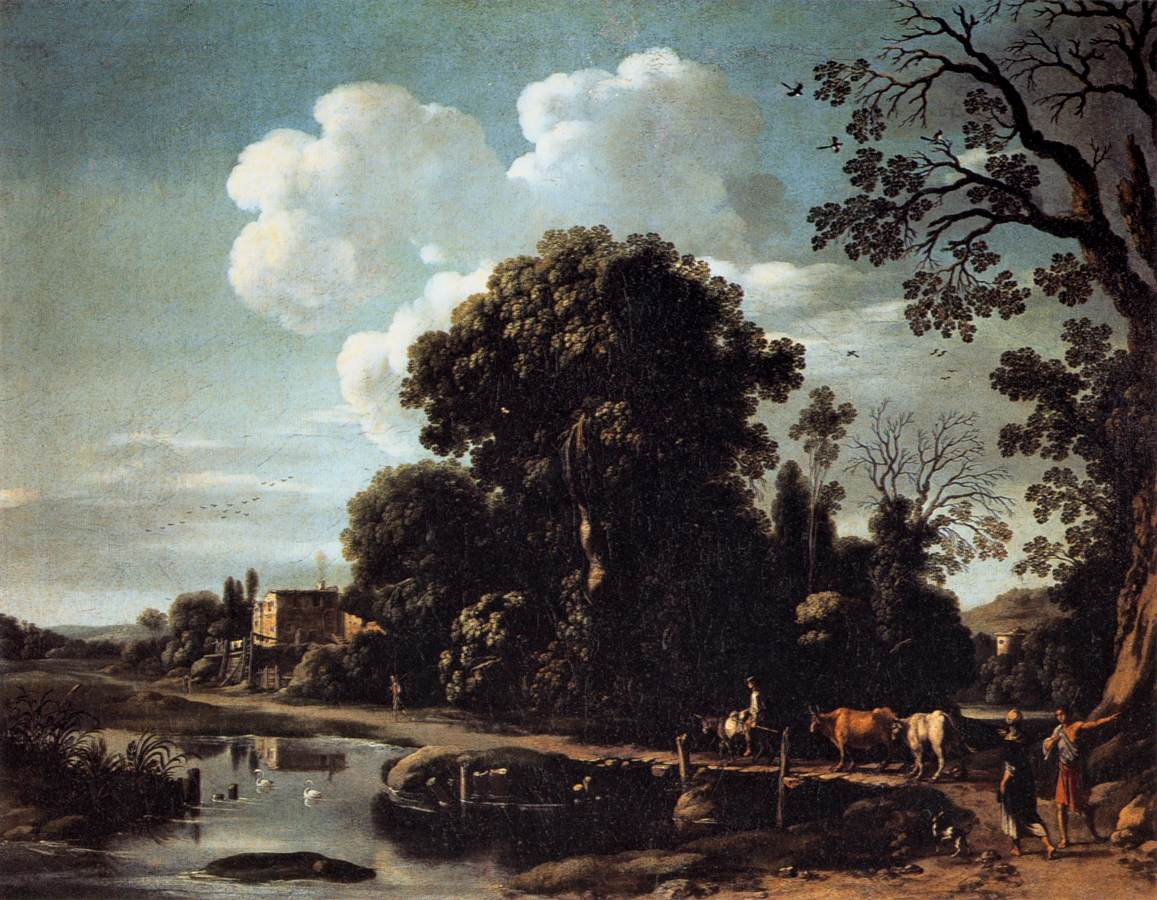
Речной пейзаж. Между 1617 и 1621. Палаццо Питти, Флоренция
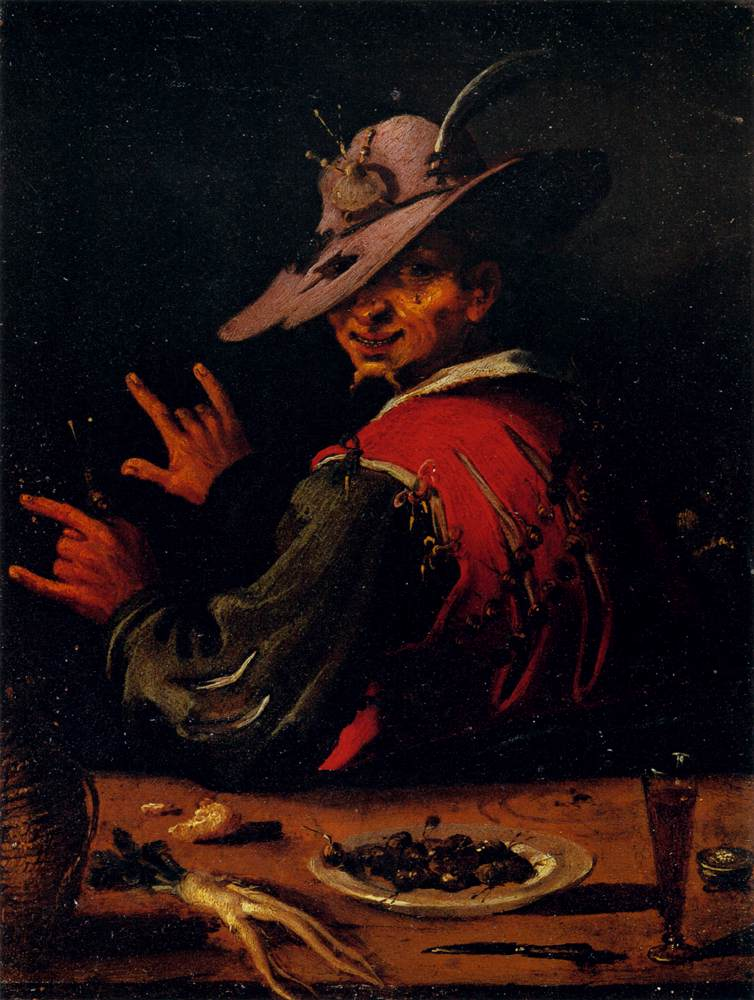
Продавец улиток. Медь, масло. Палаццо Питти. Флоренция
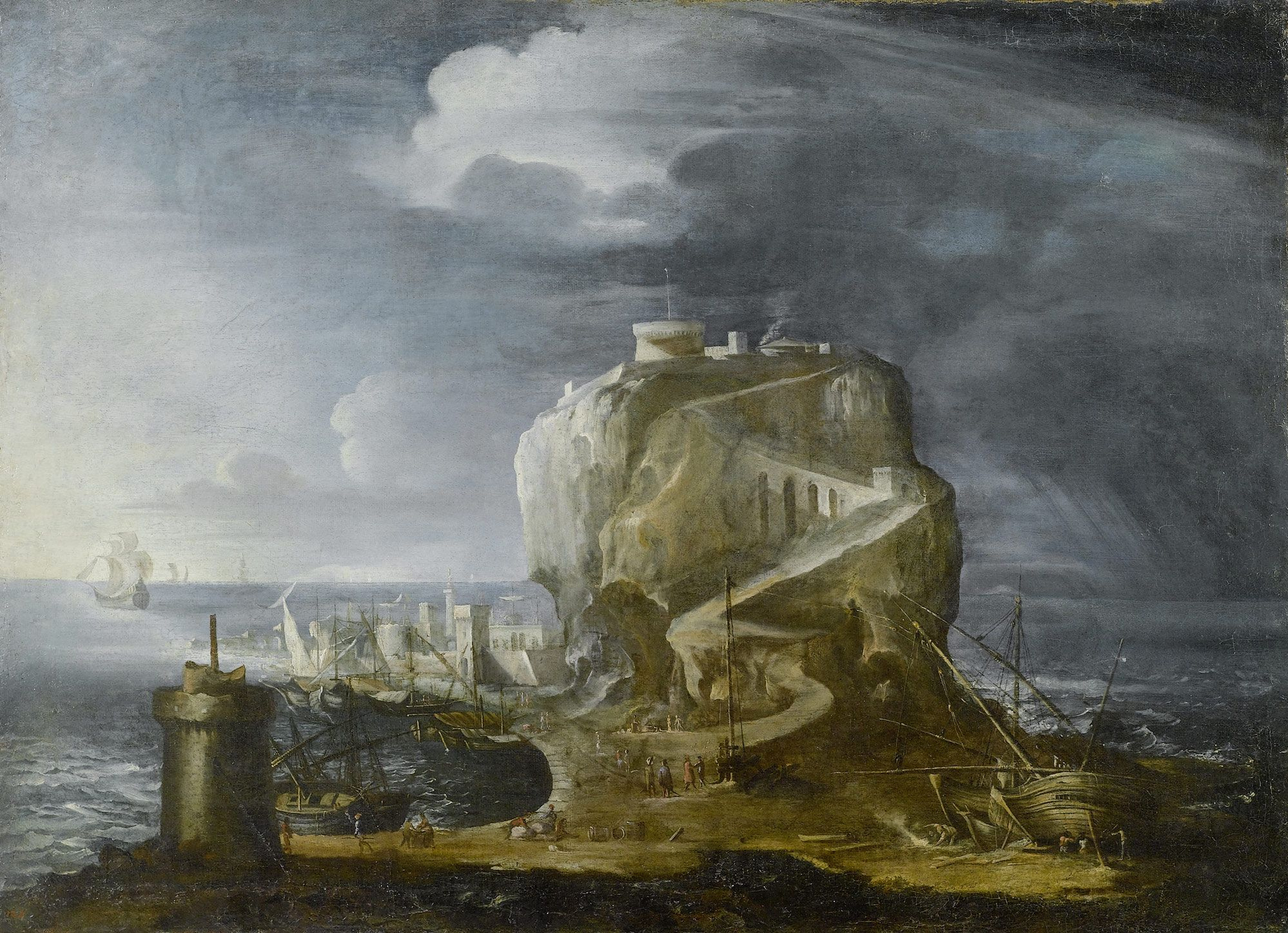
Вид на гавань с крепостью на скале (школа?). ок. 1650. Холст, масло. Частное собрание
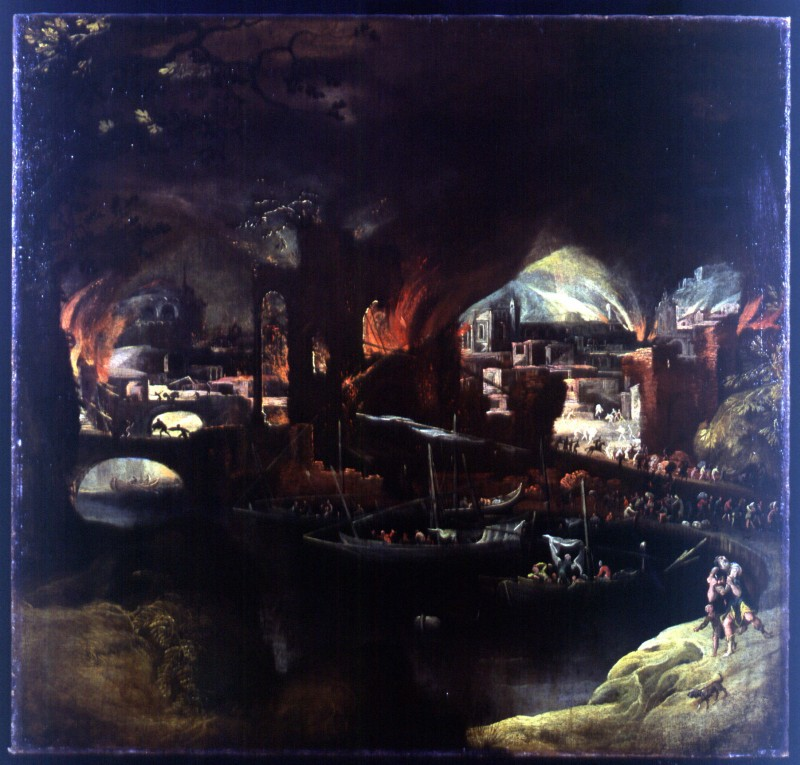
Пожар Трои. Фонд Карипло, Милан
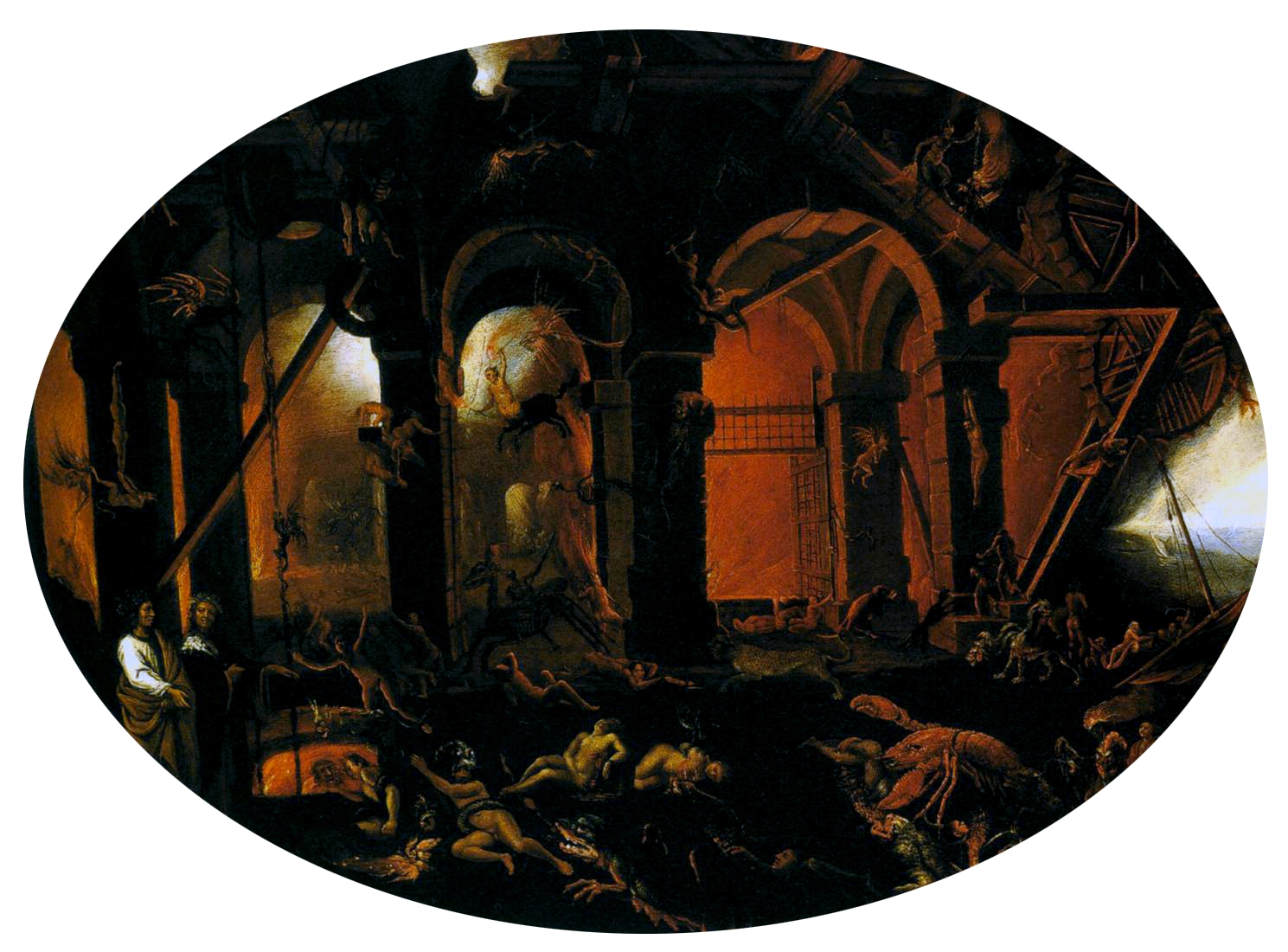
Данте и Вергилий в подземном мире. Ок. 1622. Сланец, масло. Частное собрание
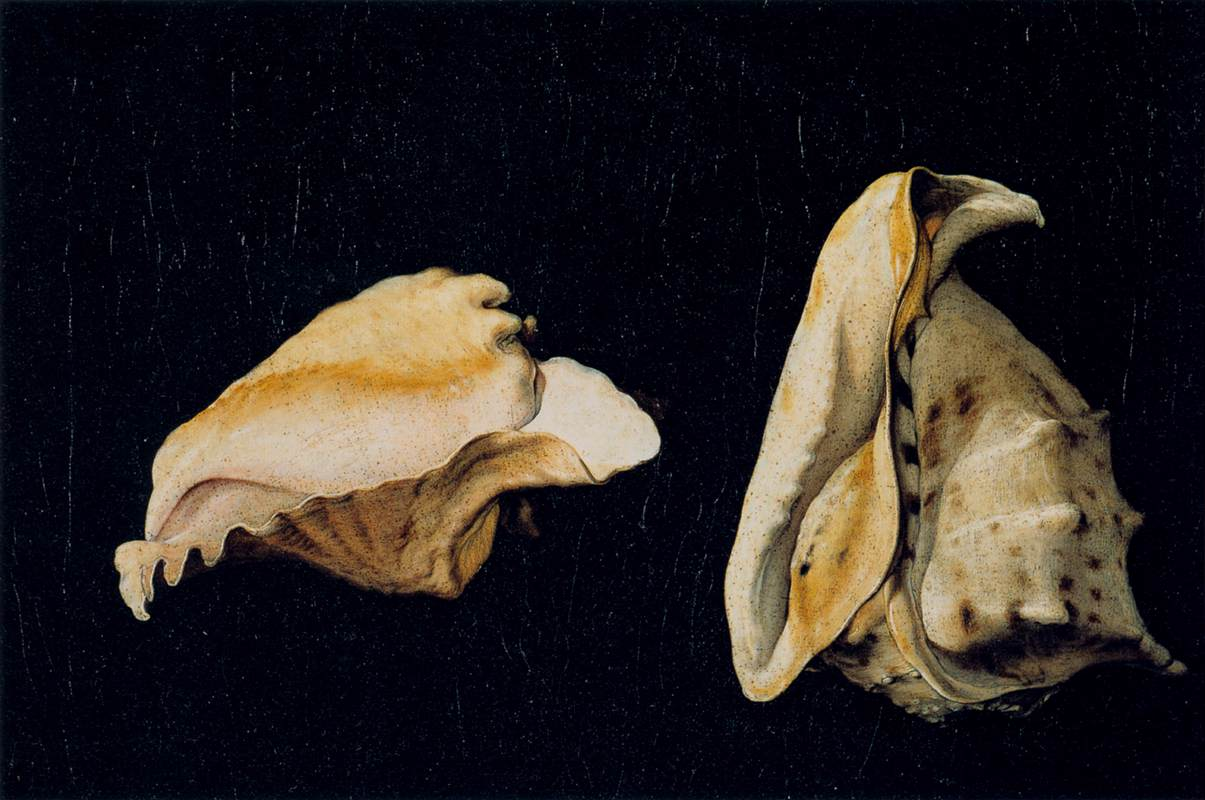
Две раковины. 1618. Холст, масло. Палаццо Питти. Флоренция
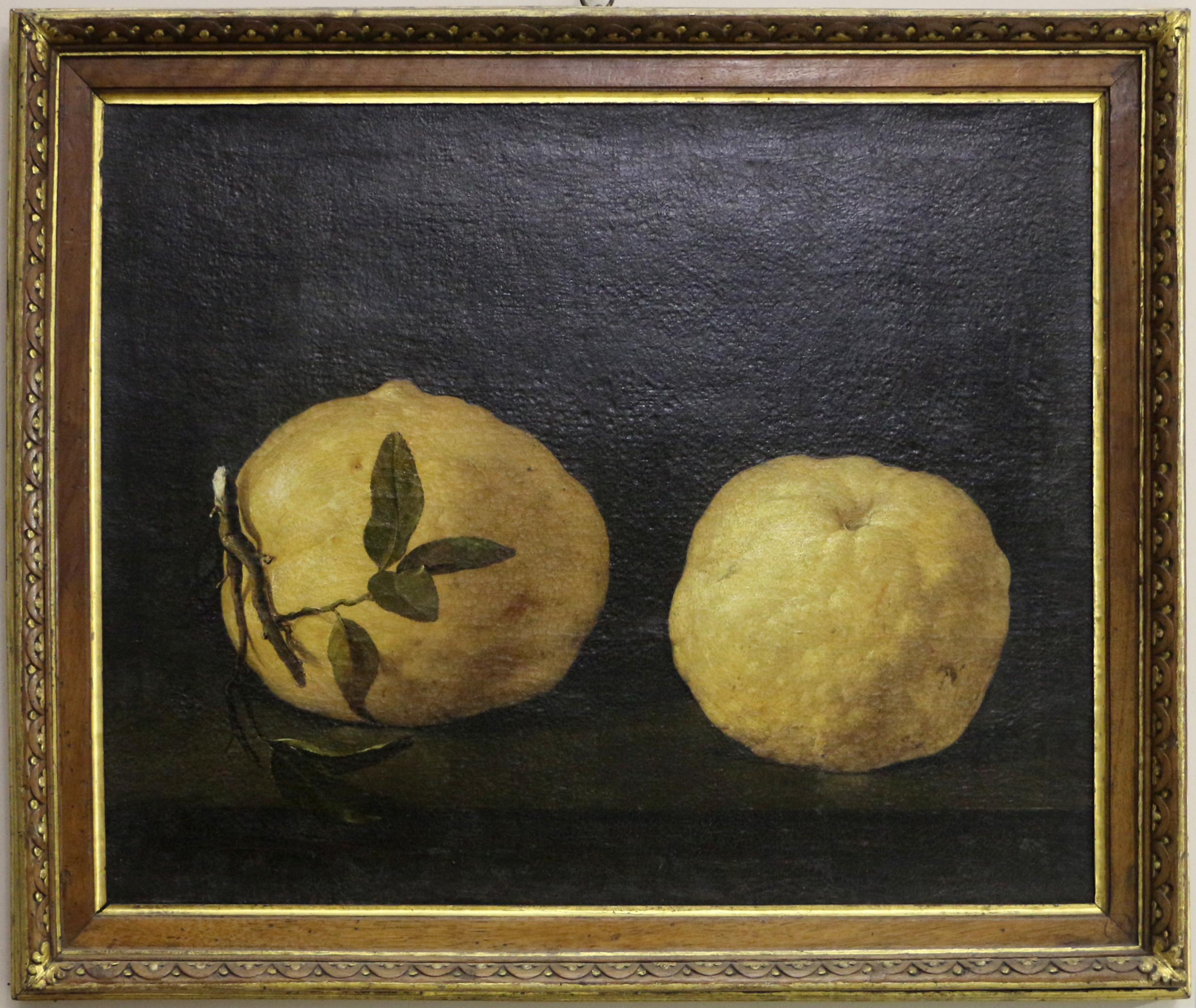
Два лимона. Музей естественной истории, Флоренция
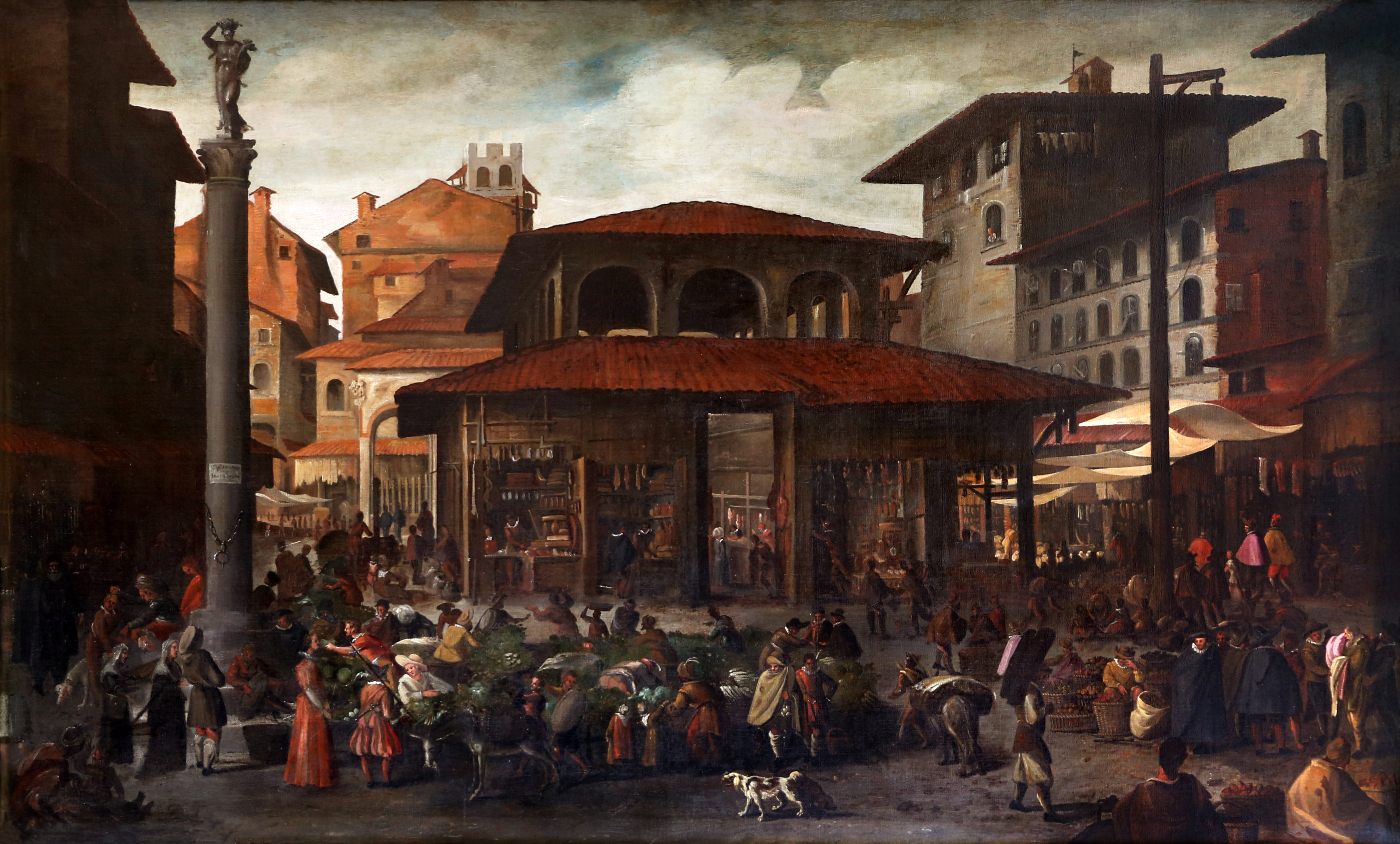
Площадь старого рынка во Флоренции. 1600-е. Холст, масло. Фонд Сберегательного банка
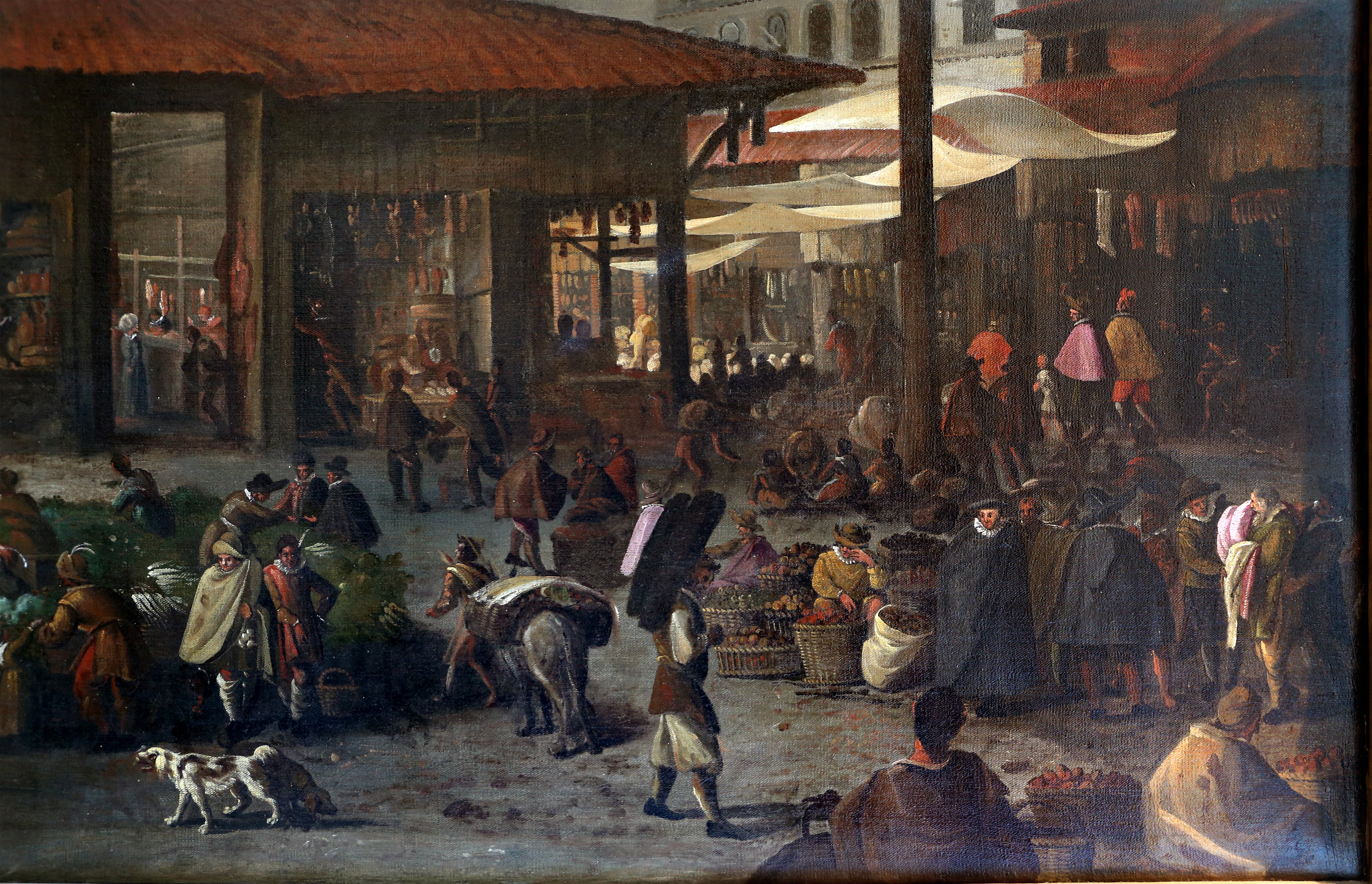
Площадь старого рынка во Флоренции. Деталь